# Перекладність
Перекладність є протилежністю неперекладності, обидва поняття стосуються співвідношення між різними мовами, хоча за своєю сутністю вони нерозривно пов’язані. Завдяки існуванню мовних спільнот різні мови формують підґрунтя для перекладності. На думку Юджина Найди, попри відмінності в мовах, логічна поведінка, роздуми та мислення людей загалом подібні. Це дозволяє стверджувати, що між текстами різних мов існує перекладність.

## Абсолютна перекладність
Абсолютна перекладність ґрунтується на припущенні про існування спільної сутності для всіх мов. Інакше кажучи, якщо «зняти маски» з мов, можна виявити спільну основу. У межах традиційної перекладознавчої парадигми основна мета перекладу — це комунікація, спрямована на те, щоби читач або слухач міг зрозуміти первинний задум автора. Прикладом теоретичного обґрунтування такої позиції є хомськіанська лінгвістика, яка спирається на універсалії — мовні риси, спільні для багатьох західних мов, зокрема італійської, іспанської, французької тощо.
У ХХ столітті німецький філософ Вальтер Беньямін у праці “Завдання перекладача” висловив важливу тезу: «Усе надісторичне споріднення двох мов ґрунтується на тому, що жодна з них окремо, без цілісності обох, не може повною мірою втілити свою мету — наближення до “чистої мови”» Згідно з його підходом, причини мовних відмінностей зумовлені географією, історією, кліматом тощо, однак на глибинному рівні мови мають спільну основу. Саме завдяки цій основі будь-який текст є перекладним.

## Відносна або часткова перекладність
Відносна (часткова) перекладність відображає іншу сторону поняття перекладності. Її прихильники вважають, що перекладність ніколи не може бути повною — лише частковою. Існують слова або вирази, які можливо перекласти формально, однак неможливо повноцінно відтворити їхню початкову форму чи глибинну сутність в іншій мові.
Наприклад, Вальтер Беньямін у вже згаданій праці зазначає:
«Якби переклад полягав лише у відтворенні реальності, то жоден переклад не був би можливим, якщо його найвищою метою було би повне уподібнення оригіналу. Адже в “переживанні” — яке не варто так називати, якби воно не означало еволюцію і оновлення, що притаманні всім живим речам — оригінал змінюється». (Завдання перекладача)
Таким чином, ідея не заперечує можливість перекладу як такого, але визнає, що іноді неможливо точно передати зміст оригіналу через відсутність необхідних синтаксичних або семантичних засобів у мові перекладу. Наприклад, у поетичних текстах багатозначність окремих лексичних одиниць часто не має еквівалента в іншій мові. Як зазначає Роберт Іан МакКендлес у статті “Перекладність і неперекладність”: «У поетичних текстах багатозначність одного лексичного елемента зазвичай не має відповідника в іншій мові». Прикладом цього може бути гра слів: “Is life worth living?” — “It depends on the liver”, де “liver” означає одночасно “той, хто живе” і “печінка” (англ. liver). Це неможливо точно передати в перекладі без втрати гри слів (цитовано за Леонардом Фостером). Ще один приклад — переклад метафор у поезії, який часто становить серйозну складність. Мова формується в контексті соціокультурного середовища, тому можливість перекладу залежить від наявності еквівалентів між словами або фразами у вихідній та цільовій мовах.

## Дивіться також
- Неперекладність
- Переклад
- Перекладознавство
- Гра слів